# Albany (Schiff, 1900)
Die dritte USS Albany (zuletzt CL-23) war ein Geschützter Kreuzer der United States Navy.  Sie wurde als  Almirante Abreu für die brasilianische Marine begonnen, aber von den Vereinigten Staaten am 16. März 1898 gekauft, um einen befürchteten Ankauf durch die spanische Marine während des Spanisch-Amerikanischen Krieges zu verhindern. Beim Stapellauf 1899 erhielt sie den Namen Albany.
1900 bis 1914 war sie meist im Pazifik eingesetzt, bereiste aber als Mitglied der Europa-Station der US Navy nicht nur das Mittelmeer, sondern im Sommer 1902 auch die Ostsee.  Bei Kriegseintritt der USA in den Ersten Weltkrieg befand sich der Kreuzer im Atlantik und blieb hier bis zum Kriegsende im Einsatz.  1919 wurde die Albany in den Pazifik verlegt, wo sie 1922 außer Dienst gestellt wurde. 1930 wurde die USS Albany zum Abbruch verkauft.

## Baugeschichte
Der Kreuzer mit der Baunummer 676 wurde am 8. Dezember 1897 in Elswick bei Newcastle upon Tyne auf der Kriegsschiffswerft der Firma Armstrong Whitworth auf Kiel gelegt. Er sollte nach Brasilien geliefert werden, das 1894 drei Kreuzer bei Armstrong bestellt hatte. Wohl wegen Zahlungsschwierigkeiten hatte Brasilien den ersten Kreuzer noch auf den Helgen an Chile verkauft, hatte aber weiter Interesse am Erwerb eines dritten Kreuzers. Wegen starker Auslastung der Werft konnte dieser aber erst Ende 1897 begonnen werden. Der von Armstrong angebotene Bau eines größeren Kreuzers wurde von Brasilien nicht angenommen.
Die beiden ersten Kreuzer der Serie wurden 1897 an Chile als Ministro Zenteno und Brasilien als Almirante Barroso geliefert. Das dritte Schiff war Ende 1896 als Amazonas vom Stapel gelaufen.
Am 16. März 1898 erfolgte der Ankauf des inzwischen fertiggestellten dritten Schiffes und des unfertigen Ersatzbaus durch die Vereinigten Staaten, die einen Verkauf dieser Schiffe an die spanische Marine verhindern wollten.
Die für Brasilien von Philip Watts konstruierten Kreuzer verdrängten etwas über 3400 tn.l., waren 113,5 m lang und 13,4 m breit und hatten einen mit Kupfer verkleideten Rumpf für den Einsatz in tropischen Gewässern. Die vom Humphrys & Tennant gelieferten Vierzylinder-Dreifach-Expansionsmaschinen hatten eine Leistung von 6500 hp und trieb zwei Propeller an.
 Die von den USA angekauften Kreuzer behielten die für die brasilianische Marine vorgesehene Mischbewaffnung von sechs 6-Zoll- und vier 4,7-Zoll-L/50-Schnellfeuergeschützen des Herstellers.
Daneben hatten sie zehn Sechspfünder- und vier Einpfünder-Kanonen, vier Maschinengewehre System Colt sowie drei 45-cm-Torpedorohre (Bugrohr und zwei Breitseitsrohre).
Als der Neubau im Februar 1899 vom Stapel lief, erhielt er den Namen USS Albany.

## Einsatzgeschichte
Am 29. Mai 1900 stellte die USS Albany auf dem Tyne in England in Dienst. Am 26. Juni begann ihre erste Einsatzfahrt, die sie über Gibraltar, das Mittelmeer, den Suezkanal und den Indischen Ozean bis zum 22. November nach Cavite auf den Philippinen führte.  In den folgenden sieben Monaten diente sie in der amerikanischen Asiatic Fleet bei Einsätzen während des Philippinisch-Amerikanischen Krieges in den 1898 von den USA besetzten Philippinen,  zeitgleich zum Boxeraufstand in China.  Die USS Albany ging nach einer Grundberührung vom 28. Dezember 1900 bis zum 17. Februar 1901 nach Hongkong, wo sie wegen notwendiger Reparaturarbeiten das Trockendock aufsuchte.
Am 3. Juli 1901 verließ sie Cavite zusammen mit der USS Nashville, um auf der neu gebildeten Europäischen Station der US Navy eingesetzt zu werden. Entlang des Weges ihrer Jungfernfahrt kehrte die Albany bis zum 15. September ins Mittelmeer zurück. Das neue Geschwader bildete sich in Genua mit der aus Südamerika abgezogenen USS Chicago als Flaggschiff.

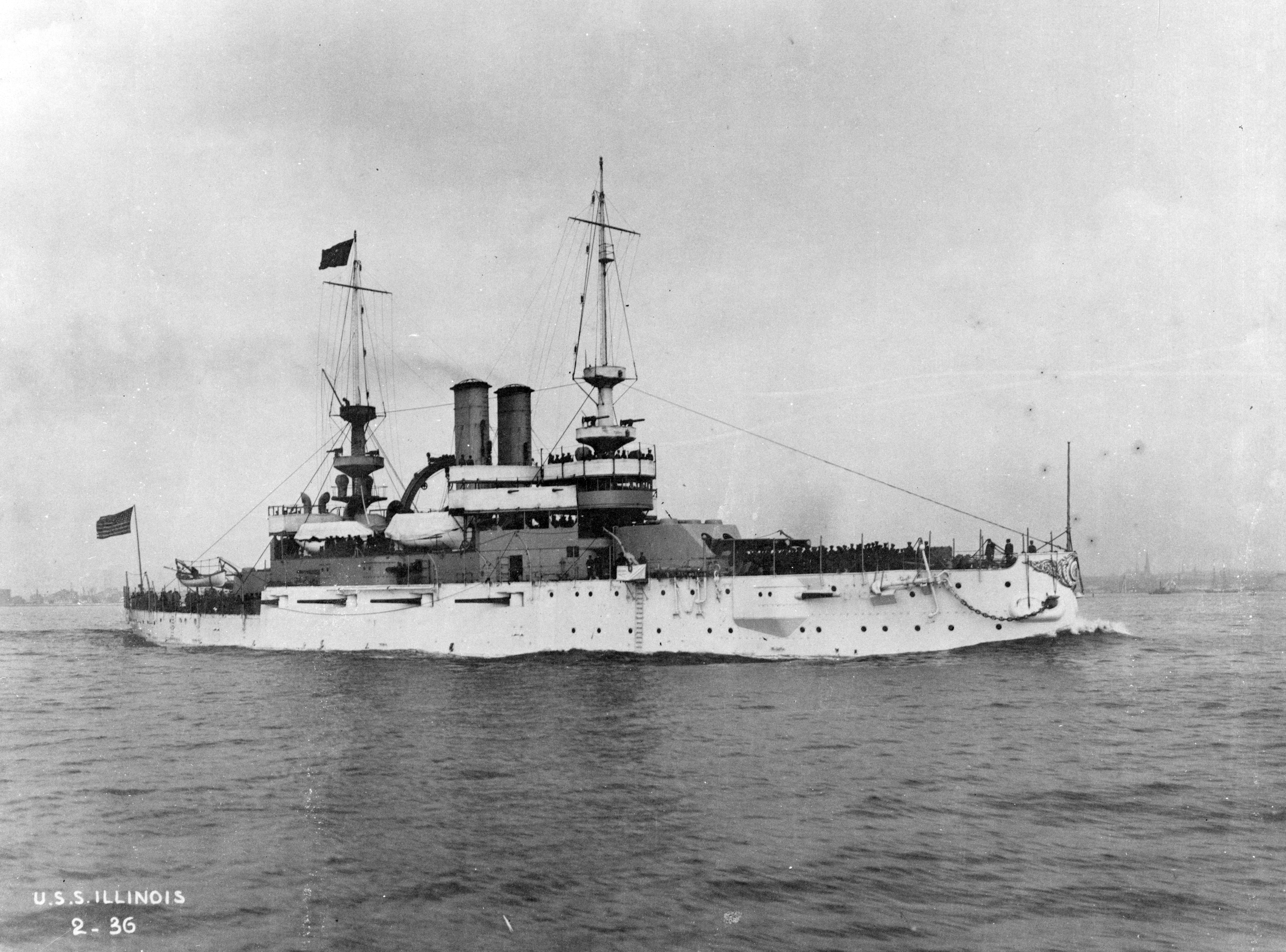
USS Illinois

In den folgenden neun Monaten besuchte die Albany Häfen in Griechenland, Frankreich, Italien, Spanien und Ägypten.  Am 18. Juni 1902 wechselte sie in den Atlantik und besuchte Cherbourg und Southampton. Danach traf sie am 12. Juli zu Übungen mit dem Linienschiff USS Illinois und den Kreuzern USS Chicago und USS San Francisco beim Galloper Feuerschiff in der Nordsee zusammen.  Am 19. Juli endeten die Übungen mit einem Besuch der amerikanischen Schiffe in Christiania (heute Oslo), wo das Flaggschiff Illinois von König Oskar II., damals noch Herrscher von Schweden und Norwegen, besichtigt wurde. Die Albany begann von dort eine Besuchsreise in die Ostsee, auf der sie Stockholm, Kronstadt und Kopenhagen anlief.  Im September verließ sie wieder die Ostsee und verlegte über Plymouth bis zum 12. September erneut ins Mittelmeer.  In den folgenden zwei Monaten besuchte sie verschiedene Häfen, ehe sie im November in die Karibik marschierte, wo sie zum Jahresende an den Manövern der amerikanischen Atlantikflotte teilnahm, zu dem man die Schiffe des Nordamerikanischen, des Südamerikanischen und des Europäischen Geschwaders zusammengezogen hatte. Die Albany wurde am 19. Dezember von Puerto Rico nach La Guaira entsandt, das der Seeblockade Großbritanniens, Italiens, Frankreichs und des Deutschen Reiches unterlag, die mit Venezuela einen fast kriegerischen Konflikt hatten, der durch amerikanische Vermittlung beigelegt werden konnte. Am 5. Januar 1903 lief die Albany schließlich mit Boston erstmals einen amerikanischen Hafen an.
Sie wurde in Boston und auf der New Yorker Marinewerft überholt, um schon am 15. Februar 1903 erneut nach Europa auszulaufen.  Der Aufenthalt im Mittelmeer war jedoch kurz, da die Albany schon Ende Mai den Suezkanal passierte und mit der Raleigh bis Aden und dann ab Colombo mit der Cincinnati in den Fernen Osten lief. Nachdem sie in Hongkong sich nochmals versorgt hatte, traf sie mit der amerikanischen Asiatic Fleet in Chefoo in Nordchina zusammen. Mit diesem Verband operierte sie in nordchinesischen Gewässern, vor Korea und Japan. Flaggschiff der Kreuzerdivision der Flotte war das Schwesterschiff New Orleans. Nach Besuchen in Kōbe und Yokohama überquerte die Albany vom 3. bis zum 16. Dezember den Pazifik nach Hawaii, wohin die gesamte Asiatic Fleet mit dem Flaggschiff Kentucky, den Linienschiffen Wisconsin und Oregon sowie den Kreuzern New Orleans, Raleigh und Cincinnati verlegte. Dabei liefen die Kreuzer geschlossen zwei Tage früher los, hatten aber teilweise schlechtes Wetter, gefolgt von den Linienschiffen, die die Kreuzer schließlich einholten und die Strecke von 3400 Seemeilen mit einer Durchschnittsgeschwindigkeit von 12,87 kn bewältigten.
Am 29. Dezember verließ die Albany Honolulu wieder mit dem Geschwader, das über Guam bis zum 20. Januar 1904 zum Flottenstützpunkt Cavite zurückkehrte. In den folgenden Monaten blieb die Albany in philippinischen oder chinesischen Gewässern. Dabei war sie vom 23. Februar bis zum 26. März und nochmals Ende April in Shanghai stationiert. Im Mai verlegte sie dann über Guam und Honolulu bis zum 16. Juni 1904 nach Bremerton, wo die Albany bei der Puget Sound Marinewerft außer Dienst gestellt wurde.
Fast drei Jahre blieb die Albany außer Dienst. Sie wurde in dieser Zeit instand gesetzt und – wie auch ihr Schwesterschiff New Orleans – umbewaffnet. Beide Kreuzer verwendeten Armstrong-Geschütze, die nicht in der US Navy und auch sonst nur in wenigen Schiffen installiert worden waren. Erst wurden die 12-cm-Kanonen, dann auch die schwereren 15,2-cm-Kanonen durch amerikanische 5-Zoll (12,7 cm)-L/50-Geschütze  ersetzt, so dass beide Kreuzer bei ihrer zweiten Indienstnahme über einheitliche Batterie von zehn Geschützen verfügten. Allerdings waren diese Geschütze auch eine Neuentwicklung, die erst in verbesserter Form eine weite Verbreitung in der Navy fanden. Die ausgebauten britischen Geschütze fanden Verwendung als Küstengeschütze im Pazifik.
Am 10. Juni 1907 wurde die Albany unter Commander Henry T. Mayo für die amerikanische Pazifikflotte wieder in Dienst gestellt. Die kommenden drei Jahre verbrachte sie an der Westküste der USA und Mittelamerikas. Hauptaufgabe waren Ausbildungs- und Trainingsfahrten. Zeitweise hielt sie einen Rekord in Feuergeschwindigkeit und Trefferzahl.
Dazu kamen aber auch immer wieder Aufklärungsfahrten nach Mittelamerika zur Klärung der Lage in den instabilen Republiken dort und zum Schutz amerikanischer Bürger und Interessen. So besuchte sie Häfen in Mexiko, Honduras, El Salvador und Nicaragua. Anfang April barg sie mit zwei Schleppern der Navy die Passagiere, die Post und andere wichtige Fracht von dem vor der Isla Santa Margarita aufgelaufenen Postschiff Indiana der Pacific Mail ab. Im Dezember 1909 wurde sie mit dem Kanonenboot USS Yorktown nach Nicaragua entsandt, wo sie am 13. Dezember in Corinto eintrafen, um die amerikanischen Interessen im Krieg zwischen dem Diktator Zelaya und dem aufständischen General  Estrada zu wahren.
Anfang 1910 wurde sie Flaggschiff des sich in Nicaragua bildenden Eingreifgeschwaders unter Konteradmiral William W. Kimball. Der Transporter USS Buffalo brachte über 600 Marines aus Panama nach Nicaragua. Weitere Verstärkungen waren die Kanonenboote USS Princeton und USS Vicksburg. Im Mai wurde die Albany abgezogen, um vor einem erneuten Einsatz bei der Asiatic Fleet in der Marinewerft von Puget Sound nochmals überholt zu werden.

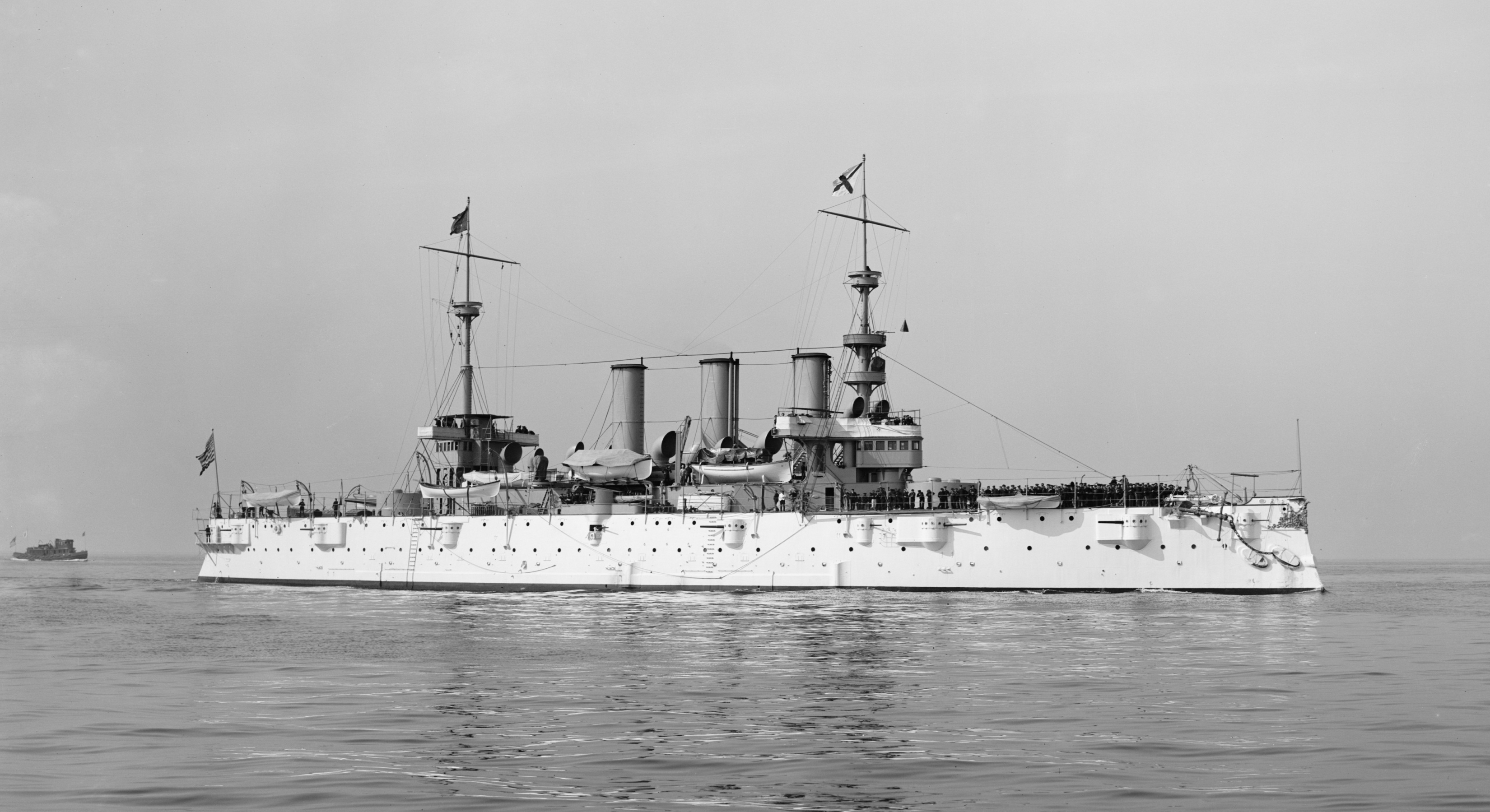
USS Saratoga
Flaggschiff der Asiatic Fleet

Am 4. August 1910 lief die Albany nach China aus und erreichte über Honolulu auf Hawaii und Yokohama in Japan am 15. September Wusong bei Shanghai. Drei Jahre versah sie den Stationsdienst bei der Asienflotte und pendelte zwischen China, Japan und den Philippinen. Beim Ausbruch der chinesischen Revolution 1911 wurde sie von Cavite nach Shanghai verlegt. Sie verlegte weiter nach Hankau, um von dort über Funk zu berichten. Bei ihrem in Nanjing liegenden Schwesterschiff New Orleans war die Funkstation ausgefallen. Als Anfang November die Eroberung von Amoy durch die Revolutionäre drohte, wurde die Albany dorthin befohlen, um die dort lebenden Ausländer zu schützen, die zum Teil von ihr nach Shanghai transportiert wurden. Ende November 1911 ging sie als Flaggschiff des Befehlshaber der Asienflotte nach Nanjing, während die New Orleans die Position in Shanghai übernahm. Das eigentliche Flaggschiff, der Panzerkreuzer USS Saratoga ex New York, war auf dem Jangtse nicht einsetzbar.

Am 20. September 1913 verließ die Albany Yokohama, um wieder mit einem fünftägigen Aufenthalt in Honolulu nach San Francisco zurückzukehren, wo sie am 12. November eintraf. Mitte Dezember verlegte sie nach Puget Sound und wurde dort am 23. Dezember 1913 der Reserve zugeordnet.
Nach notwendigen Reparaturen wurde die Albany am 17. April 1914 wieder in Dienst gestellt. Im Sommer und bis zum November 1914 patrouillierte sie in mexikanischen Gewässern und wurde am 4. Dezember 1914 in Bremerton für eine Grundüberholung außer Dienst gestellt. Am 12. Mai 1916 kam sie wieder in den Dienst der Navy, nachdem sie im Vorjahr schon zeitweise der Miliz der Staaten Washington und Oregon zum Training gedient hatte. Wieder ging sie in mexikanische Gewässer.
Anfang 1917 kam die Albany in den Atlantik und übte mit der Atlantikflotte vor Virginia in Erwartung des Kriegsbeitritts der USA. Im Juli wurde sie Flaggschiff des 6. Geschwaders der Sicherungskräfte und begleitete bis zum Kriegsende am 11. November 1918 elf Geleitzüge nach Europa.
1919 wurde die Albany wieder der Asiatic Fleet zugeteilt. Während des russischen Bürgerkriegs machte sie 1919 und Anfang 1920 mehrere Fahrten nach Wladiwostok zur Unterstützung der dort gelandeten amerikanischen Truppen, wobei gelegentlich auch Besatzungsteile als Verstärkung an Land eingesetzt wurden. Dazu transportierte sie kranke und verwundete Soldaten aus dem Kampfgebiet. Nachdem die US-Truppen bis zum 1. April 1920 aus Wladiwostok zurückgezogen wurden, machte die Albany normalen Stationsdienst in China oder den Philippinen. Bei der Klassifizierung der US-Flotte wurde sie am 17. Juli 1920 als PG-36 eingestuft, was 8. August 1921 in CL-23 geändert wurde.

## Endschicksal
Im Juli 1922 verließ sie China und erreichte die Marinewerft in Mare Island am 6. August und wurde am 10. Oktober 1922 außer Dienst gestellt. Am 3. November 1929 wurde das bei der Marinewerft liegende Schiff gestrichen und dann am 11. Februar 1930 zum Abbruch verkauft.